# Jérôme-Napoléon Bonaparte (1805-1870)
Pour les articles homonymes, voir Bonaparte (homonymie) et Jérôme-Napoléon Bonaparte.
Jérôme-Napoléon Bonaparte, né le 7 juillet 1805 et mort le 17 juin 1870, est un fermier et riche propriétaire terrien américain, connu pour être le fils de Jérôme Bonaparte, frère de Napoléon Ier, et d'Elizabeth Patterson. Il était surnommé « Bo ». Il est le fondateur de la branche américaine des Bonaparte.

## Biographie

### Enfance
Après avoir abandonné son commandement en Martinique, Jérôme Bonaparte se rend aux États-Unis. À peine âgé de 19 ans, il y épouse Elizabeth Patterson. Il essaie de revenir avec elle en France pour assister au couronnement de son frère, mais Napoléon Bonaparte, opposé à cette union, refuse qu'ils débarquent sur le sol français. Elisabeth doit se résoudre à accoucher en Grande-Bretagne. Jérôme-Napoléon Bonaparte naît ainsi à Camberwell Grove, Camberwell, Londres en Angleterre, puis vit aux États-Unis avec sa mère, dont le mariage est annulé par ordre de l'Empereur.
Sa mère, Elizabeth Patterson, obtient l'annulation du mariage aux États-Unis en 1809 par un juge du Maryland. Elle continue néanmoins de correspondre avec Jérome, lequel se montre soucieux du bien-être de son fils.
Napoléon lui-même se montre particulièrement attentif de cette branche des Bonaparte américaine, et pour cause il alloue à Elizabeth Patterson une rente de 5000 francs mensuel en échange de la renonciation de se marier avec un prétendant anglais. L'empereur se montrait soucieux que son neveux outre-atlantique de soit pas élevé dans le giron anglais.

### Etudes et rencontre avec la branche européenne
Ce n'est qu'après la chute de l'Empire, que Jérome-Napoléon aura l'occasion de rencontrer sa famille paternelle. En 1819 il est scolarisé à Genève, l'occasion de pour sa tante Pauline  de le convier à Rome et de rencontrer sa grand-mère Letizia. Appréciée par ses cousins Bonaparte, l'idée d'un mariage avec sa cousine Charlotte fait son chemin mais est vite abandonnée devant l'hostilité de ses grands parents maternels.
Il retourne aux États-Unis et rentre à Harvard en 1823 dont il sort diplômé trois ans plus tard. A la fin de ses études, il rencontre pour la première fois son père Jérome, à proximité de Sienne au château de Lanciano. La rencontre est émouvante et se déroule sous les meilleurs auspices, si bien que les deux hommes passent la saison d'été ensemble.
Il se marie le 3 novembre 1829 à Baltimore avec Susan May Williams, fille d'un riche commerçant de Baltimore, et fonde la branche américaine de la famille Bonaparte. Ils ont deux fils :
- Jérôme-Napoléon Bonaparte II (1830-1893), officier dans l'US Army puis colonel dans l'armée française sous Napoléon III,
- Charles Joseph Bonaparte (1851-1921), qui sera secrétaire à la Marine puis procureur général dans le cabinet du président Theodore Roosevelt et créera le Bureau of Investigation (BOI), ancêtre du FBI.

### Second Empire
Lorsque la dignité impériale est rétablie en France par son cousin, devenu empereur, Napoléon III, ce dernier l'invite à se rendre en France à Saint-Cloud. L'Empereur accorde à Jérome-Napoléon ainsi qu'à toute sa famille, la nationalité française et le droit de porter le nom de Bonaparte (ce qui était déjà le cas dans son acte de naissance américain). Ce rapprochement cause bien des jalousies et hostilités de la part de la branche européenne de Jérome, notamment des deux autres enfants de ce-dernier Plon-Plon et Mathilde.
A la mort de Jérome, s'ensuit une querelle juridique entre les deux branches pour la succession de l'ancien roi de Westphalie, à l'issue de laquelle Jérome-Napoléon est débouté, causant ainsi une rupture définitive avec la descendance européenne de son père.